# Српско певачко друштво Гусле
Српско певачко друштво „Гусле” основано је највероватније 1888. године у Мостару, као Црквено певачко друштво. Прва скупштина овог друштва одржана је 18. децембра 1888. године, под председништвом Војислава Шоле.

## Делатност
Ово друштво било је веома значајна културна установа у Мостару, нарочито у време борбе за црквено-школску аутономију Срба. Друштво је било задужено и за велики део друштвеног и културног живота у Мостару. 
Певчко друштво „Гусле” је поред певачке имало и драмску секцију, која је изводила драме домаћих и страних аутора. Године 1891. друштво је основало и своју читаоницу, где су се могли наћи најзначајнији српски и хрватски листови тог времена. Исте године ово друштво је почело са организовањем „сијела”, односно различитих уметничких догађаја, предавања и других културних манифестација. Наредне године основан је и мешовити хор, а име „Гусле” друштво ће званично понети 1902. године.
Многи познати српски писци, културни и политички делатници, узимали су учешће у раду овог друштва. Неки од њих су Игњат Гатало, Војислав Шола, Алекса Шантић, Јован Дучић, Светозар Ћоровић и други. Ово друштво су многи сматрали и чуваром српског националног идентита у оновременој Босни и Херцеговини.